# Điện xoay chiều
Dòng điện xoay chiều là dòng điện có chiều biến thiên tuần hoàn và cường độ biến thiên điều hoà theo thời gian, những thay đổi này thường tuần hoàn theo một chu kỳ nhất định. Dòng điện xoay chiều thường được tạo ra từ các máy phát điện xoay chiều hoặc được biến đổi từ nguồn điện một chiều bởi một mạch điện tử thường gọi là bộ nghịch lưu dùng các thyristor.
Trong kỹ thuật điện, nguồn xoay chiều được viết tắt tiếng Anh là AC (viết tắt của Alternating Current) và được ký hiệu bởi hình ~ (dấu ngã - tượng trưng cho dạng sóng hình sin).
Trong mạch điện điện tử, sóng sin được dùng để ám chỉ điện xoay chiều đặt trên những linh kiện điện tử vì sóng Sin là một dạng sóng tuần hoàn điều hòa.

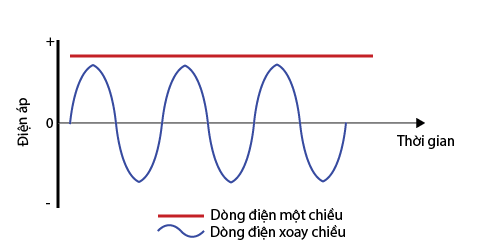
So sánh điện 1 chiều và điện xoay chiều.

## Truyền tải và phân phối điện năng

### Chu kỳ và tần số của dòng điện xoay chiều
Chu kỳ của dòng điện xoay chiều ký hiệu là T là khoảng thời gian mà điện xoay chiều lặp lại vị trí cũ, chu kỳ được tính bằng giây (s)
Tần số (F) là số lần lặp lại trang thái cũ của dòng điện xoay chiều trong một giây (đơn vị là Hz)
Công thức: F = 1/T

## Công thức cho điện áp AC
Dòng điện xoay chiều được đi kèm (hoặc gây ra) bởi điện áp xoay chiều. Một điện áp xoay chiều, ký hiệu là v, có thể được mô tả bằng một hàm của thời gian theo phương trình sau:
{\displaystyle v(t)=V_{\mathrm {peak} }\cdot \sin(\omega t)}
Trong đó:
- {\displaystyle \displaystyle V_{\rm {peak}}}là điện áp đỉnh cực hay cực đại (đơn vị: volt),
- {\displaystyle \displaystyle \omega } là tần số góc (đơn vị: radian trên giây)
  - Tần số góc có liên hệ với tần số vật lý, {\displaystyle \displaystyle f} (đơn vị: hertz), thể hiện số chu kỳ thực hiện được trong một đơn vị thời gian, được tính bằng công thức {\displaystyle \displaystyle \omega =2\pi f}.
- {\displaystyle \displaystyle t} là thời gian (đơn vị: giây).

Giá trị cực-đến-cực (peak-to-peak) của điện áp dòng AC được định nghĩa là chênh lệch giữa đỉnh cực dương và đỉnh cực âm. Vì giá trị cực đại của {\displaystyle \sin(x)}là +1 và giá trị cực tiểu là −1. Điện áp dòng AC cũng dao động giữa hai giá trị là {\displaystyle +V_{\rm {peak}}}và {\displaystyle -V_{\rm {peak}}}. Điện áp cực-đến-cực, thường được viết là {\displaystyle V_{\rm {pp}}}hoặc {\displaystyle V_{\rm {P-P}}}, do vậy được tính bằng {\displaystyle V_{\rm {peak}}-(-V_{\rm {peak}})=2V_{\rm {peak}}}.

## Lịch sử
Sau khi phát hiện ra cảm ứng điện từ, thì đó là lúc dòng điện xoay chiều được ra đời.
Và dòng điện xoay chiều là sản phẩm đầu tay của một người nước Anh tên Michael Faraday và nhà văn Pháp Hippolyte Pixii.
Năm 1882, thợ điện người Anh - James Gordon, là người đã chế tạo máy phát điện hai pha lớn. Còn Lord Kelvin và Sebastian Ziani de Ferranti thì đã phát triển một máy phát điện sớm hơn ở tần số từ 100 Hz đến 300 Hz.
Sau năm 1891, máy phát điện đa năng được sử dụng để cung cấp dòng điện, và tần số dòng điện xoay chiều của máy phát điện, kế đến động cơ đốt và mạch điện được thiết kế từ 16 Hz đến 100 Hz.
Theo luật cảm ứng điện từ, khi từ trường xung quanh dây dẫn thay đổi, dòng điện gây ra sẽ được tạo trong dây dẫn. Thông thường, một nam châm quay được gọi là rotor, và một nhóm dây dẫn cố định cuộn tròn trong một cuộn dây trên một lõi sắt, gọi là stator. Đó là lúc để tạo ra dòng điện khi vượt qua từ trường. Máy móc luân phiên tạo điện cơ bản được gọi là máy phát điện.